# チッタレアーレ
チッタレアーレ（伊: Cittareale）は、イタリア共和国ラツィオ州リエーティ県にある、人口約400人の基礎自治体（コムーネ）。

## 地理

### 位置・広がり
リエーティ県北東部に位置するコムーネ。チッタレアーレの町は、アマトリーチェから西へ11km、ノルチャから南南東へ約20km、県都リエーティから北東へ約34km、州都・首都ローマから北東へ約97kmの距離にある。

#### 隣接コムーネ
隣接するコムーネは以下の通り。括弧内のPGはペルージャ県、AQはラクイラ県所属を示す。
- アックーモリ
- アマトリーチェ
- ボルボーナ
- カーシア (PG)
- レオネッサ
- モンテレアーレ (AQ)
- ノルチャ (PG)
- ポスタ

### 気候分類・地震分類
チッタレアーレにおけるイタリアの気候分類 (it) および度日は、zona F, 3061 GGである。
また、イタリアの地震リスク階級 (it) では、zona 1 (sismicità alta) に分類される。

## 行政

### 分離集落
チッタレアーレには、以下の分離集落（フラツィオーネ）がある。
- Ara dei Colli, Bricca, Cagnerone, Ca Jenco, Cesetta, Collenasso, Collicelle, Conca,Cupello, Folcara, Le Rose, Marianitto, Matrecciano, Mola Coletta, Pallottini, Santa Croce, Santa Giusta, Sacco, Scanzano, Sorecone, Trimezzo, Vetozza, Vezzano